# Anisodes parva
Anisodes parva là một loài bướm đêm trong họ Geometridae.